# Число нахилів графа

Малюнок графа Петерсена з числом нахилів 3

У візуалізації графів і геометричній теорії графів число нахилів графа — це найменша можлива кількість різних кутових коефіцієнтів ребер у малюнку графа, на якому вершини подано точками евклідової площини, а ребрами є відрізки, які не проходять через вершини, неінцидентні цим ребрам.

## Повні графи
Хоча близькі задачі комбінаторної геометрії вивчали й раніше (Скотт у 1970 і Джемісон у 1984), задачу визначення числа нахилів графа поставили Вейд і Чу, показавши, що число нахилів графа з {\displaystyle n} вершинами повного графа {\displaystyle K_{n}} дорівнює рівно {\displaystyle n}. Малюнок графа з таким числом нахилів можна отримати, розташувавши вершини графа в кутах правильного многокутника.

## Зв'язок зі степенем графа
Зрозуміло, що число нахилів графа з найбільшим степенем {\displaystyle d} не менше {\displaystyle \lceil d/2\rceil }, оскільки максимум два інцидентні ребра вершини степеня d можуть лежати на одній прямій (мати один нахил). Точніше, число нахилів не менше лінійної деревності графа, оскільки ребра одного нахилу мають утворювати лінійний ліс, а лінійна деревність, у свою чергу, не менша ніж {\displaystyle \lceil d/2\rceil }.
Існують графи з найбільшим степенем 5, що мають довільно велике число нахилів. Однак будь-який граф із найбільшим степенем 3 має не більше чотирьох нахилів. Результат Вейда і Чу (Wade, Chu, (1994)) для повного графа {\displaystyle K_{4}} показує, що ця межа точна. Не будь-який набір із чотирьох нахилів підходить для малювання всіх графів степеня 3 — набір нахилів підходить для малювання тоді й лише тоді, коли вони є нахилами сторін та діагоналей паралелограма. Зокрема, будь-який граф степеня 3 можна намалювати так, що його ребра або паралельні осям, або паралельні основним діагоналям цілочисельної ґратки. Невідомо, чи обмежене число нахилів графів з найбільшим степенем 4.

Метод Кезега, Паха та Палвелді комбінування пакування кіл і дерева квадрантів для отримання обмеженого числа нахилів для планарних графів з обмеженим степенем

## Планарні графи
Як показали Кезег, Пах і Палвелді (Keszegh, Pach, Pálvölgyi, (2011)), будь-який планарний граф має плоский малюнок у вигляді прямих відрізків, у якому число різних нахилів є функцією від степеня графа. Їхнє доведення ґрунтується на побудові Малиця і Папакостаса (Malitz, Papakostas, (1994)) для обмеження кутової роздільності планарних графів як функції степеня. Степінь обмежують доповненням графа до максимального планарного графа без збільшення його степеня більш ніж на сталий множник, а потім застосовують теорема про упаковку кіл для подання цього розширеного графа як набору кіл, що дотикаються між собою. Якщо степінь початкового графа обмежено, відношення радіусів суміжних кіл у пакуванні буде також обмеженим, звідки, у свою чергу, випливає, що застосування дерева квадрантів для всіх вершин графа в точці всередині кола дає нахили, які є відношеннями малих цілих чисел. Число різних нахилів, що отримується при цій побудові, є експонентою від степеня графа.

## Складність
Визначення, чи дорівнює число нахилів 2, є NP-повною задачею. Звідси випливає, що NP-складною задачею є визначення числа нахилів довільного графа або апроксимація цього числа з гарантованою ефективністю, кращою за 3/2.
Перевірка, чи можна зобратити планарний граф планарним малюнком із числом нахилів 2, також є NP-повною задачею.